# Cayo Furnio (tribuno de la plebe)
Cayo o Gayo Furnio  fue un político y militar romano del siglo I a. C., amigo y corresponsal de Cicerón  y partidario de Julio César durante la guerra civil y sirvió bajo las órdenes de Marco Antonio. Obtuvo el tribunado de la plebe en el año 50 a. C.

## Familia
Furnio fue miembro de la gens Furnia y padre del consular Cayo Furnio.

## Tribunado de la plebe
Cicerón confió en los esfuerzos de Furnio, mientras era tribuno de la plebe, para obtener primero que lo llamasen después del primer año como procónsul de Cilicia y, después de su regreso, una suplicación o acción de gracias.  Sin embargo, Furnio insertó en su plebiscito una cláusula por la cual la llamada a Cicerón dependía de que los partos permanecieran tranquilos hasta el mes de agosto del año 50 y que no satisfizo a Cicerón, puesto que julio era la temporada usual en que atacaban. Furnio también se opuso en calidad de tribuno de la plebe a las demandas del partido oligárquico por las que Julio César debía inmediatamente y sin condiciones entregar su proconsulado de la Galia.

## Guerras civiles
Después del estallido de la guerra civil, fue enviado en marzo del año 49 a. C. por Julio César con cartas a Cicerón. Cicerón se lo recomienda a Lucio Munacio Planco en el año 43 a. C., en aquel momento procónsul en la Galia Transalpina, del que fue legado durante la guerra de Módena  y hasta después de la batalla de Filipos (42 a. C.). En la guerra de Perusia (41-40 a. C.) se puso de parte de Lucio Antonio. Estuvo a cargo de la defensa de Sentino (Umbría) pero fue derrotado por el general augústeo Quinto Salvidieno Rufo y se refugió en Perusa con el resto de partidarios de Lucio Antonio. Furnio fue uno de los tres oficiales a los que Lucio Antonio encargó negociar la rendición de Perusia, y su recepción por Augusto fue tal que despertó sospechas en los partidarios de Antonio sobre su fidelidad. Estuvo del lado de Marco Antonio, de quien era uno de sus principales consejeros, y en 36 a. C., mientras aquel emprendía sus campañas sirias, quedó al mando de la provincia de Asia  donde colaboró en la captura de Sexto Pompeyo cuando este huyó de Sicilia tras ser derrotado por Agripa.
Después de la batalla de Accio, Furnio, gracias a la mediación de su hijo Cayo Furnio, fue perdonado por Augusto e incluido en el año 29 a. C. en la nómina de senadores consulares mediante una adlectio. Furnio es probablemente mencionado por Tácito entre los oradores cuya dicción precaria y obsoleta hacía que sus obras fueran imposibles de leer sin sentir inclinación a dormir o sonreír.